# Toussaintia congolensis
Toussaintia congolensis är en kirimojaväxtart som beskrevs av Raymond Boutique. Toussaintia congolensis ingår i släktet Toussaintia och familjen kirimojaväxter. Inga underarter finns listade i Catalogue of Life.